# Spiel ohne Grenzen 1981
Bei der 17. Ausgabe von Spiel ohne Grenzen wurde das Städteturnier das erste Mal ohne Mannschaften aus Deutschland durchgeführt. Es wurde auch kein Ersatzland bestimmt. Somit waren es 1981 7 Nationen, die teilgenommen haben.

## 1. RundeLignano Sabbiadoro, Italien
| Platz | Land | Stadt              | Punkte | Bemerkung |
| ----- | ---- | ------------------ | ------ | --- |
| 1     | I    | Lignano Sabbiadoro | 46     | Die erste Runde wurde am 26. Mai 1981 in Lignano Sabbiadoro gespielt. Das Thema war "Wasser". Die Italiener führten von Anfang an und konnten diese Runde gewinnen. Auch reichte ihr Sieg für die Finalteilnahme. Zweiter wurden die Schweizer. |
| 2     | CH   | Regensdorf         | 41     | Die erste Runde wurde am 26. Mai 1981 in Lignano Sabbiadoro gespielt. Das Thema war "Wasser". Die Italiener führten von Anfang an und konnten diese Runde gewinnen. Auch reichte ihr Sieg für die Finalteilnahme. Zweiter wurden die Schweizer. |
| 3     | YU   | Šibenik            | 31     | Die erste Runde wurde am 26. Mai 1981 in Lignano Sabbiadoro gespielt. Das Thema war "Wasser". Die Italiener führten von Anfang an und konnten diese Runde gewinnen. Auch reichte ihr Sieg für die Finalteilnahme. Zweiter wurden die Schweizer. |
|       | GB   | Sherborne          | 31     | Die erste Runde wurde am 26. Mai 1981 in Lignano Sabbiadoro gespielt. Das Thema war "Wasser". Die Italiener führten von Anfang an und konnten diese Runde gewinnen. Auch reichte ihr Sieg für die Finalteilnahme. Zweiter wurden die Schweizer. |
| 5     | B    | Torhout            | 27     | Die erste Runde wurde am 26. Mai 1981 in Lignano Sabbiadoro gespielt. Das Thema war "Wasser". Die Italiener führten von Anfang an und konnten diese Runde gewinnen. Auch reichte ihr Sieg für die Finalteilnahme. Zweiter wurden die Schweizer. |
| 6     | P    | São Miguel         | 26     | Die erste Runde wurde am 26. Mai 1981 in Lignano Sabbiadoro gespielt. Das Thema war "Wasser". Die Italiener führten von Anfang an und konnten diese Runde gewinnen. Auch reichte ihr Sieg für die Finalteilnahme. Zweiter wurden die Schweizer. |
| 7     | F    | Bitche en Moselle  | 22     | Die erste Runde wurde am 26. Mai 1981 in Lignano Sabbiadoro gespielt. Das Thema war "Wasser". Die Italiener führten von Anfang an und konnten diese Runde gewinnen. Auch reichte ihr Sieg für die Finalteilnahme. Zweiter wurden die Schweizer. |

## 2. RundePula, Jugoslawien
| Platz | Land | Stadt                | Punkte | Bemerkung |
| ----- | ---- | -------------------- | ------ | --- |
| 1     | YU   | Pula                 | 45     | Die zweite Runde wurde am 10. Juni 1981 im Amphitheater Pula ausgetragen. Das Thema war Kino. Auch hier konnte wieder die Heimmannschaft gewinnen. In einer spannenden letzten Runde konnte sich die jugoslawische Mannschaft mit einem Punkt Vorsprung noch vor den Schweizern retten. Nach der 5. Runde hatten die Schweizer noch einen Vorsprung von 8 Punkten. In Spiel 6 aber gewannen die Jugoslawen ihr Jokerspiel und gingen mit Vorsprung in die letzten Spiele. |
| 2     | CH   | Saint-Légier         | 44     | Die zweite Runde wurde am 10. Juni 1981 im Amphitheater Pula ausgetragen. Das Thema war Kino. Auch hier konnte wieder die Heimmannschaft gewinnen. In einer spannenden letzten Runde konnte sich die jugoslawische Mannschaft mit einem Punkt Vorsprung noch vor den Schweizern retten. Nach der 5. Runde hatten die Schweizer noch einen Vorsprung von 8 Punkten. In Spiel 6 aber gewannen die Jugoslawen ihr Jokerspiel und gingen mit Vorsprung in die letzten Spiele. |
| 3     | F    | Argentan             | 34     | Die zweite Runde wurde am 10. Juni 1981 im Amphitheater Pula ausgetragen. Das Thema war Kino. Auch hier konnte wieder die Heimmannschaft gewinnen. In einer spannenden letzten Runde konnte sich die jugoslawische Mannschaft mit einem Punkt Vorsprung noch vor den Schweizern retten. Nach der 5. Runde hatten die Schweizer noch einen Vorsprung von 8 Punkten. In Spiel 6 aber gewannen die Jugoslawen ihr Jokerspiel und gingen mit Vorsprung in die letzten Spiele. |
| 4     | I    | San Felice Circeo    | 31     | Die zweite Runde wurde am 10. Juni 1981 im Amphitheater Pula ausgetragen. Das Thema war Kino. Auch hier konnte wieder die Heimmannschaft gewinnen. In einer spannenden letzten Runde konnte sich die jugoslawische Mannschaft mit einem Punkt Vorsprung noch vor den Schweizern retten. Nach der 5. Runde hatten die Schweizer noch einen Vorsprung von 8 Punkten. In Spiel 6 aber gewannen die Jugoslawen ihr Jokerspiel und gingen mit Vorsprung in die letzten Spiele. |
| 5     | GB   | Kingston-upon-Hull   | 30     | Die zweite Runde wurde am 10. Juni 1981 im Amphitheater Pula ausgetragen. Das Thema war Kino. Auch hier konnte wieder die Heimmannschaft gewinnen. In einer spannenden letzten Runde konnte sich die jugoslawische Mannschaft mit einem Punkt Vorsprung noch vor den Schweizern retten. Nach der 5. Runde hatten die Schweizer noch einen Vorsprung von 8 Punkten. In Spiel 6 aber gewannen die Jugoslawen ihr Jokerspiel und gingen mit Vorsprung in die letzten Spiele. |
| 6     | B    | Molenbeek-Saint-Jean | 25     | Die zweite Runde wurde am 10. Juni 1981 im Amphitheater Pula ausgetragen. Das Thema war Kino. Auch hier konnte wieder die Heimmannschaft gewinnen. In einer spannenden letzten Runde konnte sich die jugoslawische Mannschaft mit einem Punkt Vorsprung noch vor den Schweizern retten. Nach der 5. Runde hatten die Schweizer noch einen Vorsprung von 8 Punkten. In Spiel 6 aber gewannen die Jugoslawen ihr Jokerspiel und gingen mit Vorsprung in die letzten Spiele. |
| 7     | P    | Santarém             | 19     | Die zweite Runde wurde am 10. Juni 1981 im Amphitheater Pula ausgetragen. Das Thema war Kino. Auch hier konnte wieder die Heimmannschaft gewinnen. In einer spannenden letzten Runde konnte sich die jugoslawische Mannschaft mit einem Punkt Vorsprung noch vor den Schweizern retten. Nach der 5. Runde hatten die Schweizer noch einen Vorsprung von 8 Punkten. In Spiel 6 aber gewannen die Jugoslawen ihr Jokerspiel und gingen mit Vorsprung in die letzten Spiele. |

## 3. RundeLissabon, Portugal
| Platz | Land | Stadt              | Punkte | Bemerkung |
| ----- | ---- | ------------------ | ------ | --- |
| 1     | P    | Lissabon           | 48     | Die dritte internationale Runde fand am 24. Juni 1981 in Lissabon zum Thema "Fest des heiligen Antonius" statt. Der Spielort war am Torre de Belém. Zum dritten Mal in Folge konnte auch hier die Heimmannschaft gewinnen. Schon vor dem letzten Spiel standen die Portugiesen als Sieger fest. Ihr Vorsprung von 13 Punkten war zu groß für alle anderen. |
| 2     | GB   | Dartmouth          | 39     | Die dritte internationale Runde fand am 24. Juni 1981 in Lissabon zum Thema "Fest des heiligen Antonius" statt. Der Spielort war am Torre de Belém. Zum dritten Mal in Folge konnte auch hier die Heimmannschaft gewinnen. Schon vor dem letzten Spiel standen die Portugiesen als Sieger fest. Ihr Vorsprung von 13 Punkten war zu groß für alle anderen. |
| 3     | F    | Digne-les-Bains    | 37     | Die dritte internationale Runde fand am 24. Juni 1981 in Lissabon zum Thema "Fest des heiligen Antonius" statt. Der Spielort war am Torre de Belém. Zum dritten Mal in Folge konnte auch hier die Heimmannschaft gewinnen. Schon vor dem letzten Spiel standen die Portugiesen als Sieger fest. Ihr Vorsprung von 13 Punkten war zu groß für alle anderen. |
| 4     | B    | Herent             | 34     | Die dritte internationale Runde fand am 24. Juni 1981 in Lissabon zum Thema "Fest des heiligen Antonius" statt. Der Spielort war am Torre de Belém. Zum dritten Mal in Folge konnte auch hier die Heimmannschaft gewinnen. Schon vor dem letzten Spiel standen die Portugiesen als Sieger fest. Ihr Vorsprung von 13 Punkten war zu groß für alle anderen. |
| 5     | I    | Montorio al Vomano | 32     | Die dritte internationale Runde fand am 24. Juni 1981 in Lissabon zum Thema "Fest des heiligen Antonius" statt. Der Spielort war am Torre de Belém. Zum dritten Mal in Folge konnte auch hier die Heimmannschaft gewinnen. Schon vor dem letzten Spiel standen die Portugiesen als Sieger fest. Ihr Vorsprung von 13 Punkten war zu groß für alle anderen. |
| 6     | CH   | Rancate            | 25     | Die dritte internationale Runde fand am 24. Juni 1981 in Lissabon zum Thema "Fest des heiligen Antonius" statt. Der Spielort war am Torre de Belém. Zum dritten Mal in Folge konnte auch hier die Heimmannschaft gewinnen. Schon vor dem letzten Spiel standen die Portugiesen als Sieger fest. Ihr Vorsprung von 13 Punkten war zu groß für alle anderen. |
| 7     | YU   | Osijek             | 24     | Die dritte internationale Runde fand am 24. Juni 1981 in Lissabon zum Thema "Fest des heiligen Antonius" statt. Der Spielort war am Torre de Belém. Zum dritten Mal in Folge konnte auch hier die Heimmannschaft gewinnen. Schon vor dem letzten Spiel standen die Portugiesen als Sieger fest. Ihr Vorsprung von 13 Punkten war zu groß für alle anderen. |

## 4. RundeCharleroi, Belgien
| Platz | Land | Stadt         | Punkte | Bemerkung |
| ----- | ---- | ------------- | ------ | --- |
| 1     | I    | Finale Ligure | 43     | Am 8. Juli 1981 fand die vierte Spielrunde in Charleroi, zum Thema Berufe, statt. Die Italiener konnten diese Runde klar für sich entscheiden, obwohl sie in der ersten Runde wegen eines Schiedsrichterfehlers keine Punkte holten. So verpassten sie auch einen eventuellen Finaleinzug. |
| 2     | YU   | Zenica        | 37     | Am 8. Juli 1981 fand die vierte Spielrunde in Charleroi, zum Thema Berufe, statt. Die Italiener konnten diese Runde klar für sich entscheiden, obwohl sie in der ersten Runde wegen eines Schiedsrichterfehlers keine Punkte holten. So verpassten sie auch einen eventuellen Finaleinzug. |
| 3     | F    | Les Gets      | 36     | Am 8. Juli 1981 fand die vierte Spielrunde in Charleroi, zum Thema Berufe, statt. Die Italiener konnten diese Runde klar für sich entscheiden, obwohl sie in der ersten Runde wegen eines Schiedsrichterfehlers keine Punkte holten. So verpassten sie auch einen eventuellen Finaleinzug. |
| 4     | B    | Charleroi     | 32     | Am 8. Juli 1981 fand die vierte Spielrunde in Charleroi, zum Thema Berufe, statt. Die Italiener konnten diese Runde klar für sich entscheiden, obwohl sie in der ersten Runde wegen eines Schiedsrichterfehlers keine Punkte holten. So verpassten sie auch einen eventuellen Finaleinzug. |
|       | CH   | Saas Fee      | 32     | Am 8. Juli 1981 fand die vierte Spielrunde in Charleroi, zum Thema Berufe, statt. Die Italiener konnten diese Runde klar für sich entscheiden, obwohl sie in der ersten Runde wegen eines Schiedsrichterfehlers keine Punkte holten. So verpassten sie auch einen eventuellen Finaleinzug. |
| 6     | P    | Madeira       | 28     | Am 8. Juli 1981 fand die vierte Spielrunde in Charleroi, zum Thema Berufe, statt. Die Italiener konnten diese Runde klar für sich entscheiden, obwohl sie in der ersten Runde wegen eines Schiedsrichterfehlers keine Punkte holten. So verpassten sie auch einen eventuellen Finaleinzug. |
| 7     | GB   | Luton         | 21     | Am 8. Juli 1981 fand die vierte Spielrunde in Charleroi, zum Thema Berufe, statt. Die Italiener konnten diese Runde klar für sich entscheiden, obwohl sie in der ersten Runde wegen eines Schiedsrichterfehlers keine Punkte holten. So verpassten sie auch einen eventuellen Finaleinzug. |

## 5. RundeMeiringen, Schweiz
| Platz | Land | Stadt       | Punkte | Bemerkung |
| ----- | ---- | ----------- | ------ | --- |
| 1     | CH   | Ittigen     | 40     | Am 29. Juli 1981 war Meiringen der Gastgeber. Das Thema zu dieser Runde war Ferien in den Alpen – Legenden der Schweizer Alpen. Präsentiert wurde die Sendung der Eurovision durch den langjährigen Spiel-ohne-Grenzen-Kommentator Jan Hiermeyer und Rosemarie Pfluger. In diesem sehr spannenden Wettkampf konnten die Schweizer am Ende den Sieg, knapp vor den Franzosen, feiern. Das Letzte Spiel war dem wichtigsten Ereignis des Tages gewidmet, der Hochzeit von Prinz Charles und Lady Diana. Die starke britische Mannschaft konnte zwar vier Spielrunden gewinnen, aber ausgerechnet im Jokerspiel belegten sie den letzten Platz und holten nur einen Punkt. |
| 2     | F    | Le Cannet   | 39     | Am 29. Juli 1981 war Meiringen der Gastgeber. Das Thema zu dieser Runde war Ferien in den Alpen – Legenden der Schweizer Alpen. Präsentiert wurde die Sendung der Eurovision durch den langjährigen Spiel-ohne-Grenzen-Kommentator Jan Hiermeyer und Rosemarie Pfluger. In diesem sehr spannenden Wettkampf konnten die Schweizer am Ende den Sieg, knapp vor den Franzosen, feiern. Das Letzte Spiel war dem wichtigsten Ereignis des Tages gewidmet, der Hochzeit von Prinz Charles und Lady Diana. Die starke britische Mannschaft konnte zwar vier Spielrunden gewinnen, aber ausgerechnet im Jokerspiel belegten sie den letzten Platz und holten nur einen Punkt. |
| 3     | GB   | Dunfermline | 35     | Am 29. Juli 1981 war Meiringen der Gastgeber. Das Thema zu dieser Runde war Ferien in den Alpen – Legenden der Schweizer Alpen. Präsentiert wurde die Sendung der Eurovision durch den langjährigen Spiel-ohne-Grenzen-Kommentator Jan Hiermeyer und Rosemarie Pfluger. In diesem sehr spannenden Wettkampf konnten die Schweizer am Ende den Sieg, knapp vor den Franzosen, feiern. Das Letzte Spiel war dem wichtigsten Ereignis des Tages gewidmet, der Hochzeit von Prinz Charles und Lady Diana. Die starke britische Mannschaft konnte zwar vier Spielrunden gewinnen, aber ausgerechnet im Jokerspiel belegten sie den letzten Platz und holten nur einen Punkt. |
|       | YU   | Pirot       | 35     | Am 29. Juli 1981 war Meiringen der Gastgeber. Das Thema zu dieser Runde war Ferien in den Alpen – Legenden der Schweizer Alpen. Präsentiert wurde die Sendung der Eurovision durch den langjährigen Spiel-ohne-Grenzen-Kommentator Jan Hiermeyer und Rosemarie Pfluger. In diesem sehr spannenden Wettkampf konnten die Schweizer am Ende den Sieg, knapp vor den Franzosen, feiern. Das Letzte Spiel war dem wichtigsten Ereignis des Tages gewidmet, der Hochzeit von Prinz Charles und Lady Diana. Die starke britische Mannschaft konnte zwar vier Spielrunden gewinnen, aber ausgerechnet im Jokerspiel belegten sie den letzten Platz und holten nur einen Punkt. |
| 5     | B    | Bornem      | 31     | Am 29. Juli 1981 war Meiringen der Gastgeber. Das Thema zu dieser Runde war Ferien in den Alpen – Legenden der Schweizer Alpen. Präsentiert wurde die Sendung der Eurovision durch den langjährigen Spiel-ohne-Grenzen-Kommentator Jan Hiermeyer und Rosemarie Pfluger. In diesem sehr spannenden Wettkampf konnten die Schweizer am Ende den Sieg, knapp vor den Franzosen, feiern. Das Letzte Spiel war dem wichtigsten Ereignis des Tages gewidmet, der Hochzeit von Prinz Charles und Lady Diana. Die starke britische Mannschaft konnte zwar vier Spielrunden gewinnen, aber ausgerechnet im Jokerspiel belegten sie den letzten Platz und holten nur einen Punkt. |
| 6     | I    | Merate      | 30     | Am 29. Juli 1981 war Meiringen der Gastgeber. Das Thema zu dieser Runde war Ferien in den Alpen – Legenden der Schweizer Alpen. Präsentiert wurde die Sendung der Eurovision durch den langjährigen Spiel-ohne-Grenzen-Kommentator Jan Hiermeyer und Rosemarie Pfluger. In diesem sehr spannenden Wettkampf konnten die Schweizer am Ende den Sieg, knapp vor den Franzosen, feiern. Das Letzte Spiel war dem wichtigsten Ereignis des Tages gewidmet, der Hochzeit von Prinz Charles und Lady Diana. Die starke britische Mannschaft konnte zwar vier Spielrunden gewinnen, aber ausgerechnet im Jokerspiel belegten sie den letzten Platz und holten nur einen Punkt. |
| 7     | P    | Braga       | 19     | Am 29. Juli 1981 war Meiringen der Gastgeber. Das Thema zu dieser Runde war Ferien in den Alpen – Legenden der Schweizer Alpen. Präsentiert wurde die Sendung der Eurovision durch den langjährigen Spiel-ohne-Grenzen-Kommentator Jan Hiermeyer und Rosemarie Pfluger. In diesem sehr spannenden Wettkampf konnten die Schweizer am Ende den Sieg, knapp vor den Franzosen, feiern. Das Letzte Spiel war dem wichtigsten Ereignis des Tages gewidmet, der Hochzeit von Prinz Charles und Lady Diana. Die starke britische Mannschaft konnte zwar vier Spielrunden gewinnen, aber ausgerechnet im Jokerspiel belegten sie den letzten Platz und holten nur einen Punkt. |

## 6. RundeAnnecy, Frankreich
| Platz | Land | Stadt      | Punkte | Bemerkung |
| ----- | ---- | ---------- | ------ | --- |
| 1     | B    | Lessines   | 45     | Am 12. August 1981 war der Parc des Sports d’Annecy in Annecy der Austragungsort von Spiel ohne Grenzen. Das Thema dieser Runde war "Spiele der Welt". Die starken Schweizer gaben ihren Sieg noch im letzten Spiel aus der Hand. Sie lieferten sich von Anfang an ein Kopf-an-Kopf-Rennen mit der belgischen Mannschaft. Obwohl sie am Ende 43 Punkte hatten, erreichte Ittigen, mit 40 Punkten, das Finale. Sie hatten ihren Lauf gewonnen. |
| 2     | CH   | Intragna   | 43     | Am 12. August 1981 war der Parc des Sports d’Annecy in Annecy der Austragungsort von Spiel ohne Grenzen. Das Thema dieser Runde war "Spiele der Welt". Die starken Schweizer gaben ihren Sieg noch im letzten Spiel aus der Hand. Sie lieferten sich von Anfang an ein Kopf-an-Kopf-Rennen mit der belgischen Mannschaft. Obwohl sie am Ende 43 Punkte hatten, erreichte Ittigen, mit 40 Punkten, das Finale. Sie hatten ihren Lauf gewonnen. |
| 3     | F    | Annecy     | 37     | Am 12. August 1981 war der Parc des Sports d’Annecy in Annecy der Austragungsort von Spiel ohne Grenzen. Das Thema dieser Runde war "Spiele der Welt". Die starken Schweizer gaben ihren Sieg noch im letzten Spiel aus der Hand. Sie lieferten sich von Anfang an ein Kopf-an-Kopf-Rennen mit der belgischen Mannschaft. Obwohl sie am Ende 43 Punkte hatten, erreichte Ittigen, mit 40 Punkten, das Finale. Sie hatten ihren Lauf gewonnen. |
| 4     | P    | Aveiro     | 31     | Am 12. August 1981 war der Parc des Sports d’Annecy in Annecy der Austragungsort von Spiel ohne Grenzen. Das Thema dieser Runde war "Spiele der Welt". Die starken Schweizer gaben ihren Sieg noch im letzten Spiel aus der Hand. Sie lieferten sich von Anfang an ein Kopf-an-Kopf-Rennen mit der belgischen Mannschaft. Obwohl sie am Ende 43 Punkte hatten, erreichte Ittigen, mit 40 Punkten, das Finale. Sie hatten ihren Lauf gewonnen. |
| 5     | GB   | Warrington | 28     | Am 12. August 1981 war der Parc des Sports d’Annecy in Annecy der Austragungsort von Spiel ohne Grenzen. Das Thema dieser Runde war "Spiele der Welt". Die starken Schweizer gaben ihren Sieg noch im letzten Spiel aus der Hand. Sie lieferten sich von Anfang an ein Kopf-an-Kopf-Rennen mit der belgischen Mannschaft. Obwohl sie am Ende 43 Punkte hatten, erreichte Ittigen, mit 40 Punkten, das Finale. Sie hatten ihren Lauf gewonnen. |
| 6     | YU   | Majdanpek  | 24     | Am 12. August 1981 war der Parc des Sports d’Annecy in Annecy der Austragungsort von Spiel ohne Grenzen. Das Thema dieser Runde war "Spiele der Welt". Die starken Schweizer gaben ihren Sieg noch im letzten Spiel aus der Hand. Sie lieferten sich von Anfang an ein Kopf-an-Kopf-Rennen mit der belgischen Mannschaft. Obwohl sie am Ende 43 Punkte hatten, erreichte Ittigen, mit 40 Punkten, das Finale. Sie hatten ihren Lauf gewonnen. |
| 7     | I    | Agropoli   | 21     | Am 12. August 1981 war der Parc des Sports d’Annecy in Annecy der Austragungsort von Spiel ohne Grenzen. Das Thema dieser Runde war "Spiele der Welt". Die starken Schweizer gaben ihren Sieg noch im letzten Spiel aus der Hand. Sie lieferten sich von Anfang an ein Kopf-an-Kopf-Rennen mit der belgischen Mannschaft. Obwohl sie am Ende 43 Punkte hatten, erreichte Ittigen, mit 40 Punkten, das Finale. Sie hatten ihren Lauf gewonnen. |

## 7. RundeSunderland, Großbritannien
| Platz | Land | Stadt               | Punkte | Bemerkung |
| ----- | ---- | ------------------- | ------ | --- |
| 1     | CH   | Les Bois            | 38     | Die letzte internationale Vor-Runde fand am 25. August 1981 im britischen Sunderland zum Thema "Ein Landhaus-Wochenende in den 20er Jahren" statt. Vor dem letzten Spiel waren die Mannschaften aus Jugoslawien, Belgien, Frankreich und der Schweiz nur durch 3 Punkte getrennt. Am Schluss teilten sich die Schweizer und Franzosen den Sieg. |
|       | F    | Issy-les-Moulineaux | 38     | Die letzte internationale Vor-Runde fand am 25. August 1981 im britischen Sunderland zum Thema "Ein Landhaus-Wochenende in den 20er Jahren" statt. Vor dem letzten Spiel waren die Mannschaften aus Jugoslawien, Belgien, Frankreich und der Schweiz nur durch 3 Punkte getrennt. Am Schluss teilten sich die Schweizer und Franzosen den Sieg. |
| 3     | B    | Evergem             | 36     | Die letzte internationale Vor-Runde fand am 25. August 1981 im britischen Sunderland zum Thema "Ein Landhaus-Wochenende in den 20er Jahren" statt. Vor dem letzten Spiel waren die Mannschaften aus Jugoslawien, Belgien, Frankreich und der Schweiz nur durch 3 Punkte getrennt. Am Schluss teilten sich die Schweizer und Franzosen den Sieg. |
| 4     | YU   | Bitolj              | 33     | Die letzte internationale Vor-Runde fand am 25. August 1981 im britischen Sunderland zum Thema "Ein Landhaus-Wochenende in den 20er Jahren" statt. Vor dem letzten Spiel waren die Mannschaften aus Jugoslawien, Belgien, Frankreich und der Schweiz nur durch 3 Punkte getrennt. Am Schluss teilten sich die Schweizer und Franzosen den Sieg. |
| 5     | I    | Senigallia          | 30     | Die letzte internationale Vor-Runde fand am 25. August 1981 im britischen Sunderland zum Thema "Ein Landhaus-Wochenende in den 20er Jahren" statt. Vor dem letzten Spiel waren die Mannschaften aus Jugoslawien, Belgien, Frankreich und der Schweiz nur durch 3 Punkte getrennt. Am Schluss teilten sich die Schweizer und Franzosen den Sieg. |
| 6     | GB   | Sunderland          | 28     | Die letzte internationale Vor-Runde fand am 25. August 1981 im britischen Sunderland zum Thema "Ein Landhaus-Wochenende in den 20er Jahren" statt. Vor dem letzten Spiel waren die Mannschaften aus Jugoslawien, Belgien, Frankreich und der Schweiz nur durch 3 Punkte getrennt. Am Schluss teilten sich die Schweizer und Franzosen den Sieg. |
|       | P    | Algarve             | 28     | Die letzte internationale Vor-Runde fand am 25. August 1981 im britischen Sunderland zum Thema "Ein Landhaus-Wochenende in den 20er Jahren" statt. Vor dem letzten Spiel waren die Mannschaften aus Jugoslawien, Belgien, Frankreich und der Schweiz nur durch 3 Punkte getrennt. Am Schluss teilten sich die Schweizer und Franzosen den Sieg. |

## Finale
Am 8. September 1981 fand das internationale Finale im Tašmajdan Sportsko-Rekreativni Centar von Belgrad statt. Folgende Mannschaften hatten sich für das Finale qualifiziert:
| Land | Stadt               | Platzierung | Punkte |
| ---- | ------------------- | ----------- | ------ |
| P    | Lissabon            | 1           | 48     |
| I    | Lignano Sabbiadoro  | 1           | 46     |
| B    | Lessines            | 1           | 45     |
| YU   | Pula                | 1           | 45     |
| CH   | Ittigen             | 1           | 40     |
| F    | Issy-les-Moulineaux | 1           | 38     |
| GB   | Dartmouth           | 2           | 39     |

| Platz | Land | Stadt               | Punkte | Bemerkung |
| ----- | ---- | ------------------- | ------ | --- |
| 1     | P    | Lissabon            | 38     | Die Spiele zum Thema "Es lebe die Musik" war eine sehr spannende Entscheidung. Das britische Team lag vor dem letzten Spiel auf dem 3. Platz. Zwei Punkte mehr hatten die Gastgeber aus Pula und die Portugiesen aus Lissabon. Dartmouth gewann das letzte Spiel und musste nun zuschauen, was die anderen Teams machten. Die Franzosen wurden Zweiter, gefolgt von den Schweizern und Jugoslawen. Das hätte einen Sieg mit einem Punkt Vorsprung vor Pula bedeutet. Die Franzosen wurden aber wegen eines Regelverstoßes auf den letzten Platz gesetzt. Nun war Pula gemeinsam mit den Briten Erster. Aber die Freude war nur von kurzer Dauer. Auch den Jugoslawen wurde ein Regelverstoß nachgewiesen. Sie fielen auf den 5. Platz zurück und nun war Lissabon plötzlich Dritter und konnte mit den Briten gleichziehen und sich mit ihnen über den Final-Sieg freuen. |
|       | GB   | Dartmouth           | 38     | Die Spiele zum Thema "Es lebe die Musik" war eine sehr spannende Entscheidung. Das britische Team lag vor dem letzten Spiel auf dem 3. Platz. Zwei Punkte mehr hatten die Gastgeber aus Pula und die Portugiesen aus Lissabon. Dartmouth gewann das letzte Spiel und musste nun zuschauen, was die anderen Teams machten. Die Franzosen wurden Zweiter, gefolgt von den Schweizern und Jugoslawen. Das hätte einen Sieg mit einem Punkt Vorsprung vor Pula bedeutet. Die Franzosen wurden aber wegen eines Regelverstoßes auf den letzten Platz gesetzt. Nun war Pula gemeinsam mit den Briten Erster. Aber die Freude war nur von kurzer Dauer. Auch den Jugoslawen wurde ein Regelverstoß nachgewiesen. Sie fielen auf den 5. Platz zurück und nun war Lissabon plötzlich Dritter und konnte mit den Briten gleichziehen und sich mit ihnen über den Final-Sieg freuen. |
| 3     | YU   | Pula                | 36     | Die Spiele zum Thema "Es lebe die Musik" war eine sehr spannende Entscheidung. Das britische Team lag vor dem letzten Spiel auf dem 3. Platz. Zwei Punkte mehr hatten die Gastgeber aus Pula und die Portugiesen aus Lissabon. Dartmouth gewann das letzte Spiel und musste nun zuschauen, was die anderen Teams machten. Die Franzosen wurden Zweiter, gefolgt von den Schweizern und Jugoslawen. Das hätte einen Sieg mit einem Punkt Vorsprung vor Pula bedeutet. Die Franzosen wurden aber wegen eines Regelverstoßes auf den letzten Platz gesetzt. Nun war Pula gemeinsam mit den Briten Erster. Aber die Freude war nur von kurzer Dauer. Auch den Jugoslawen wurde ein Regelverstoß nachgewiesen. Sie fielen auf den 5. Platz zurück und nun war Lissabon plötzlich Dritter und konnte mit den Briten gleichziehen und sich mit ihnen über den Final-Sieg freuen. |
| 4     | I    | Lignano Sabbiadoro  | 33     | Die Spiele zum Thema "Es lebe die Musik" war eine sehr spannende Entscheidung. Das britische Team lag vor dem letzten Spiel auf dem 3. Platz. Zwei Punkte mehr hatten die Gastgeber aus Pula und die Portugiesen aus Lissabon. Dartmouth gewann das letzte Spiel und musste nun zuschauen, was die anderen Teams machten. Die Franzosen wurden Zweiter, gefolgt von den Schweizern und Jugoslawen. Das hätte einen Sieg mit einem Punkt Vorsprung vor Pula bedeutet. Die Franzosen wurden aber wegen eines Regelverstoßes auf den letzten Platz gesetzt. Nun war Pula gemeinsam mit den Briten Erster. Aber die Freude war nur von kurzer Dauer. Auch den Jugoslawen wurde ein Regelverstoß nachgewiesen. Sie fielen auf den 5. Platz zurück und nun war Lissabon plötzlich Dritter und konnte mit den Briten gleichziehen und sich mit ihnen über den Final-Sieg freuen. |
| 5     | CH   | Ittigen             | 26     | Die Spiele zum Thema "Es lebe die Musik" war eine sehr spannende Entscheidung. Das britische Team lag vor dem letzten Spiel auf dem 3. Platz. Zwei Punkte mehr hatten die Gastgeber aus Pula und die Portugiesen aus Lissabon. Dartmouth gewann das letzte Spiel und musste nun zuschauen, was die anderen Teams machten. Die Franzosen wurden Zweiter, gefolgt von den Schweizern und Jugoslawen. Das hätte einen Sieg mit einem Punkt Vorsprung vor Pula bedeutet. Die Franzosen wurden aber wegen eines Regelverstoßes auf den letzten Platz gesetzt. Nun war Pula gemeinsam mit den Briten Erster. Aber die Freude war nur von kurzer Dauer. Auch den Jugoslawen wurde ein Regelverstoß nachgewiesen. Sie fielen auf den 5. Platz zurück und nun war Lissabon plötzlich Dritter und konnte mit den Briten gleichziehen und sich mit ihnen über den Final-Sieg freuen. |
| 6     | F    | Issy-les-Moulineaux | 24     | Die Spiele zum Thema "Es lebe die Musik" war eine sehr spannende Entscheidung. Das britische Team lag vor dem letzten Spiel auf dem 3. Platz. Zwei Punkte mehr hatten die Gastgeber aus Pula und die Portugiesen aus Lissabon. Dartmouth gewann das letzte Spiel und musste nun zuschauen, was die anderen Teams machten. Die Franzosen wurden Zweiter, gefolgt von den Schweizern und Jugoslawen. Das hätte einen Sieg mit einem Punkt Vorsprung vor Pula bedeutet. Die Franzosen wurden aber wegen eines Regelverstoßes auf den letzten Platz gesetzt. Nun war Pula gemeinsam mit den Briten Erster. Aber die Freude war nur von kurzer Dauer. Auch den Jugoslawen wurde ein Regelverstoß nachgewiesen. Sie fielen auf den 5. Platz zurück und nun war Lissabon plötzlich Dritter und konnte mit den Briten gleichziehen und sich mit ihnen über den Final-Sieg freuen. |
| 7     | B    | Lessines            | 19     | Die Spiele zum Thema "Es lebe die Musik" war eine sehr spannende Entscheidung. Das britische Team lag vor dem letzten Spiel auf dem 3. Platz. Zwei Punkte mehr hatten die Gastgeber aus Pula und die Portugiesen aus Lissabon. Dartmouth gewann das letzte Spiel und musste nun zuschauen, was die anderen Teams machten. Die Franzosen wurden Zweiter, gefolgt von den Schweizern und Jugoslawen. Das hätte einen Sieg mit einem Punkt Vorsprung vor Pula bedeutet. Die Franzosen wurden aber wegen eines Regelverstoßes auf den letzten Platz gesetzt. Nun war Pula gemeinsam mit den Briten Erster. Aber die Freude war nur von kurzer Dauer. Auch den Jugoslawen wurde ein Regelverstoß nachgewiesen. Sie fielen auf den 5. Platz zurück und nun war Lissabon plötzlich Dritter und konnte mit den Briten gleichziehen und sich mit ihnen über den Final-Sieg freuen. |

Die Schweiz konnte zwei Spielrunden für sich gewinnen und wurde dreimal Zweiter. Damit war sie im gesamten Jahr das punktstärkste Team. Dahinter waren die Plätze sehr eng. Portugal hat zwar das Finale (zusammen mit den Briten) gewonnen, hat aber mit seinen Mannschaften am wenigsten Punkte gesammelt. Dreimal Letzter und zweimal Zweitletzter waren zu verkraften.
| # | Land                   | Gold | Silber | Bronze | Gesamtpunktzahl |
| - | ---------------------- | ---- | ------ | ------ | --------------- |
| 1 | Schweiz                | 2    | 3      | 0      | 289             |
| 2 | Frankreich             | 1    | 1      | 4      | 267             |
| 3 | Italien                | 2    | 0      | 0      | 266             |
| 4 | Jugoslawien            | 1    | 1      | 3      | 265             |
| 5 | Vereinigtes Königreich | 1    | 1      | 2      | 250             |
| 6 | Belgien                | 1    | 0      | 1      | 249             |
| 7 | Portugal               | 2    | 0      | 0      | 237             |